# Gabriel Le Duc
Gabriel Le Duc (vers 1630-1696) est un architecte français du XVIIe siècle. Son nom reste associé à quelques monuments parisiens (Le Val-de-Grâce, l'église St-Louis, Notre-Dame-des-Victoires) où il devient successivement le collaborateur de François Mansart, de Pierre Le Muet et de François Le Vau.

## Biographie
Il nait sans doute à Paris vers 1630, de Gabriel Le Duc, maître-maçon, et de Catherine Legrand. Il épouse, en 1657 à Paris, Madeleine Desforges dont il a un fils unique, Gilles, avocat en parlement. Très rapidement veuf, il épouse en 1672, Marie Hébert de qui il a cinq enfants dont Marie Marguerite qui, devenue veuve de Pierre Legent, fermier général, épouse en 1724, Charles Louis Colbert dit l'abbé de Maulévrier; Jacqueline Catherine Le Duc qui épouse en 1712, l'architecte Michel Tanevot; et Guillaume Le Duc (1677-1752) qui devient également architecte comme son père. Au mois de mai 1696, il est pourvu de l'office de juré expert de la ville de Paris. Dans cette agglomération, Gabriel Le Duc possède plusieurs maisons, dont celle de la rue Saint-Denis (paroisse Saint-Leu-Saint-Gilles) où il meurt.

## Ses réalisations
Sa carrière débute en 1655, lorsqu’il devient architecte du roy. Cette année-là, le contrôleur général des bâtiments de la Reine, Tubeuf, le nomme assistant de Pierre Le Muet, qui dirige les travaux de l'abbaye royale Val-de-Grâce dont le chantier avait déjà commencé avec François Mansart et Jacques Le Mercier. Il participera au dessin du baldaquin avec Pierre Le Muet, inspiré du Bernin, et dessinera les avant-corps de l'abbaye et la cour. Son rôle dans la construction de l'abbaye reste flou, mais il semble rester subordonné à Pierre Le Muet, même s'il semble gagner de l'importance sur le chantier, Le Muet mourant en 1669, peu avant l'achèvement de l'église. Il recevra une dernière gratification en 1670.  À peu près à la même époque (1663), il lui est confié l'achèvement de l'église de Notre-Dame des Victoires débutée en 1629. L'église St-Louis en l'île est commencée en 1664 par François Le Vau et continuée après sa mort par Gabriel Le Duc. Outre ces édifices religieux, on lui doit quelques hôtels particuliers à Paris.